# Puerto Bolívar
Puerto Bolívar är en ort i Ecuador och en förstad till Machala. Den ligger i provinsen El Oro, i den sydvästra delen av landet, 400 km söder om huvudstaden Quito.
Puerto Bolívar ligger 6 meter över havet och antalet invånare är 8 300.
Terrängen runt Puerto Bolívar är mycket platt. Havet är nära Puerto Bolívar åt nordväst. Runt Puerto Bolívar är det ganska glesbefolkat, med 38 invånare per kvadratkilometer. Närmaste större samhälle är Machala, 4,2 km öster om Puerto Bolívar. Trakten runt Puerto Bolívar består huvudsakligen av våtmarker.